# Mooresville (Alabama)
Mooresville es un pueblo ubicado en el condado de Limestone en el estado estadounidense de Alabama. En el censo de 2000, su población era de 59.

## Demografía
En el 2000 la renta per cápita promedia del hogar era de $ 54.167$, y el ingreso promedio para una familia era de 136.039$. El ingreso per cápita para la localidad era de 51.694$. Los hombres tenían un ingreso per cápita de 51.667$ contra 65.417$ para las mujeres.

## Geografía
Mooresville está situado en 34°37′37″N 86°52′52″O / 34.62694, -86.88111 (34.626931, -86.881091)
Según la Oficina del Censo de los EE. UU., la ciudad tiene un área total de 0.08 millas cuadradas (0.21 km²).